# Feydhoo
Feydhoo (malediw. ފޭދޫ) – wyspa na Malediwach, na atolu Addu, według danych szacunkowych na rok 2014 liczyła 3193 mieszkańców. Ośrodek turystyczny.